# Park Hae-jin

Park Hae-jin (Hangul: 박해진; nascido em 1 de maio de 1983) é um ator e modelo sul-coreano.

## Carreira
Park Hae Jin iniciou sua carreira em 2006 na série de televisão Famous Chil Princesses, interpretando Yeon Ha-nam. Em 2007 interpretou Jung Moo Young em Like Land and Sky. Tornou-se conhecido por seu papel na série da MBC East of Eden em 2008, onde interpretou Shin Myung Hoon, um homem cruel que rouba a namorada de outra pessoa De 2011 a 2012 protagonizou algumas séries chinesas. Em 2012 interpretou Lee Sang-woo em My Daughter Seo Young. No final de 2013, atuou em My Love from the Star, interpretando Lee Hwi Kyung. Em 21 de janeiro de 2014, foi confirmado para o elenco da série da SBS Doctor Stranger. Em 15 de maio, foi escalo para o papel principal em Nan Ren Bang 2. Em julho de 2014, foi escalo para o elenco da série Bad Guys. Em 30 de dezembro de 2014, um trailer para o filme Snow In Sea Breeze, estrelado por Haejin, foi lançado.

## Vida pessoal
Os pais de Haejin se divorciaram quando ele era jovem e ele voltou a morar com sua mãe após 17 anos de separação.

## Filantropia
Park Haejin foi reconhecido por sua generosidade com crianças vítimas de agressão sexual. Em 20 de fevereiro de 2014, recebeu uma carta de agradecimento do distrito de Gangnam. Em 18 de março, Haejin recebeu o prêmio de "Estrela Cidadão" no 4th Citizens Awards em Pequim, China. O prêmio é decidido pela participação de um ator em atividades de interesse público, o calibre do ator e da qualidade do projeto, de sua popularidade e influência pública na China. O ator expressou: 
| “ | "Eu me sinto sobrecarregado desde que eu não tenho feito muito para receber um grande prêmio tal. Na Coréia, eu estou ajudando crianças vítimas de agressão sexual, bem como pessoas idosas que vivem sozinhas, e eu estou pensando em ajudar as pessoas com circunstâncias semelhantes na China. Vou trabalhar mais e me desenvolver, a fim de se tornar um ator adequado para este prêmio." | ” |

 Em 17 de outubro de 2014, doou 100 milhões KRW para idosos carentes. Um representante da agência do ator a WM Company  afirmou: 
| “ | "Park Hae Jin esta realmente grato por começar a realizar boas obras e servir a cada ano. Como o clima fica mais frio, nós esperamos que o coração quente do Park Hae Jin se depara mesmo só um pouco. Nós pedimos que vocês continuam a mostrar um grande interesse e amor". | ” |

## Filmografia

### Televisão
| Ano         | Título                        | Papel                        | País          |
| ----------- | ----------------------------- | ---------------------------- | ------------- |
| 2006        | Famous Chil Princesses        | Yeon Ha Nam                  | Coreia do Sul |
| 2007        | Like Land and Sky             | Jung Moo Young               | Coreia do Sul |
| 2008 – 2009 | East of Eden                  | Shin Myung Hoon              | Coreia do Sul |
| 2009        | Family Outing                 | Ele mesmo                    | Coreia do Sul |
| 2009        | Hot Blood                     | Ha Ryu                       | Coreia do Sul |
| 2011        | Qian Duo Duo Jia Ren Ji       | Xu Fei                       | China         |
| 2012        | Another Kind of Splendid Life | Liu Daming                   | China         |
| 2012 – 2013 | My Daughter Seo-young         | Lee Sang Woo                 | Coreia do Sul |
| 2013        | Loves Relativity              | Li Ang                       | China         |
| 2013 – 2014 | My Love from the Star         | Lee Hwi Kyung                | Coreia do Sul |
| 2014        | Doctor Stranger               | Han Jae Joon / Lee Sung Hoon | Coreia do Sul |
| 2014        | Bad Guys                      | Lee Jeong Moon               | Coreia do Sul |
| 2015        | Cheese in the Trap            | Yoo Jeong                    | Coreia do Sul |
| 2017        | Man to Man                    | Kim Sul Woo                  | Coreia do Sul |

### Aparições em vídeos musicais
| Ano  | Título                   | Papel        | País          |
| ---- | ------------------------ | ------------ | ------------- |
| 2010 | The Rhythm of Chopsticks | —            | Coreia do Sul |
| 2015 | Snow in Sea Breeze       | Lee Sang-woo | Coreia do Sul |
| 2018 | Cheese in the Trap       | Yoo Jung     | Coreia do Sul |

| Ano  | Canção                 | Artista |
| ---- | ---------------------- | ------- |
| 2007 | "Love... It's Painful" | The Way |

## Prêmios e indicações
| Ano  | Prêmio                       | Categoria                                    | Trabalho nomeado       | Resultado |
| ---- | ---------------------------- | -------------------------------------------- | ---------------------- | --------- |
| 2006 | KBS Drama Awards             | Melhor Casal (com Lee Tae-ran)               | Famous Chil Princesses | Venceu    |
| 2006 | KBS Drama Awards             | Newcomer Award                               | Famous Chil Princesses | Venceu    |
| 2007 | 43rd Baeksang Arts Awards    |                                              | Famous Chil Princesses | Venceu    |
| 2007 | KBS Drama Awards             | Melhor Casal (com Han Hyo-joo)               | Like Land and Sky      | Venceu    |
| 2007 | KBS Drama Awards             | Prêmio de Excelência, Ator em Drama Diário   | Like Land and Sky      | Venceu    |
| 2008 | MBC Drama Awards             | Newcomer Award                               | East of Eden           | Venceu    |
| 2009 | Asia Model Festival Awards   | Popular Male Star Award                      | —                      | Venceu    |
| 2014 | 4th Citizens Awards in China | Prêmio de Estrela Cidadão                    | —                      | Venceu    |
| 2014 | 50th Baeksang Arts Awards    | Ator Mais Popular                            | My Love from the Star  | Indicado  |
| 2014 | 7th Korea Drama Awards       | Prêmio de Excelência, Ator                   | My Love from the Star  | Indicado  |
| 2014 | 7th Style Icon Awards        | Top 10 Style Icons                           | —                      | Venceu    |
| 2014 | 3rd APAN Star Awards         | Prêmio de Excelência, Ator em Minissérie     | My Love from the Star  | Indicado  |
| 2014 | SBS Drama Awards             | Prêmio de Excelência, Ator em Drama Especial | My Love from the Star  | Indicado  |